# Тёгелс, Жак
Жак Тёгелс (нидерл. и фр. Jacques Teugels; 3 августа 1946 года, Иксель, Бельгия — 28 сентября 2024 года) — бельгийский футболист, нападающий. Трёхкратный чемпион Бельгии в составе клубов «Андерлехт» и «Моленбек». Бронзовый призёр чемпионата Европы 1972 в составе национальной сборной.

## Клубная карьера
Уроженец Икселя, воспитанник местного клуба. Во взрослом футболе дебютировал в 1966 году за «Андерлехт». В первом же сезоне с командой завоевал чемпионский титул. В 1967 году клуб принял участие в розыгрыше первого Тулонского турнира. Бельгийцы стали победителями соревнования, а Тёгелс получил награду лучшему игроку. В сезоне 1967/1968 с командой снова стал чемпионом, однако из-за нехватки игрового времени решил уйти из команды.
Спустя три сезона выступления за «Юнион», клуб из подвала турнирной таблицы, в 1971 году перешёл в «Расинг Уайт», который боролся за выход в еврокубки. В дебютном же сезоне забил 16 мячей в чемпионате и помог клубу занять рекордное четвёртое место и впервые выйти в еврокубки. В течение следующих двух сезонов клуб занимал третье место в чемпионате. В июле 1973 года «Расинг Уайт» объединился с «Дарингом» и стал называться «Моленбек». В том же сезоне он впервые смог пройти первый раунд Кубка УЕФА, обыграв «Эспаньол». На следующий год это достижение удалось повторить, но главный успех ждал дома: с девятиочковым преимуществом и всего двумя поражениями «Моленбек» в первый и последний раз в своей истории стал чемпионом Бельгии. Тёгелс забил 19 мячей. Через год «Моленбек» не вошёл в тройку лучших команд Бельгии, но достиг своего лучшего результата в европейских турнирах, выйдя в четвертьфинал Кубка УЕФА, где потерпел поражение от «Атлетик Бильбао».
После того сезона Тёгелс покинул клуб, перейдя в «Лувьераз», поднявшийся из Второго дивизиона. За него отыграл два сезона, но после вылета в сезоне 1978/1979 ушёл из команды и завершил карьеру.

## Карьера в сборной
За сборную дебютировал 15 ноября 1970 года в гостевом товарищеском матче против сборной Франции (1:2). Был включён в заявку сборной на домашний Евро, стал бронзовым призёром турнира, но на поле ни разу не вышел. Единственный гол за сборную забил 8 сентября 1974 года в матче квалификации к чемпионату Европы в ворота сборной Исландии. Последнюю игру за сборную провёл также против сборной Исландии 5 сентября 1976 года в рамках отбора к чемпионату мира. Всего в течение карьеры в национальной команде, продолжавшейся семь лет, провёл в её форме 13 матчей.

## Личная жизнь
В 2012 году снялся в роли легенды футбола в фильме Стефана Стрекера «Мир принадлежит нам».
Умер 28 сентября 2024 года в возрасте 78 лет.

## Достижения

### Клубные
«Андерлехт»
- Чемпион Бельгии (2): 1966/1967, 1967/1968
- Победитель Тулонского турнира: 1967

«Андерлехт»
- Чемпион Бельгии: 1974/1975
- Победитель Амстердамского турнира: 1975[10]

### В сборной
- Бронза чемпионата Европы: 1972